# Sulfate de zinc
Le sulfate de zinc est stricto sensu un corps composé chimique cristallin anhydre, à base de cations zinc et d'anions sulfates, de formule brut ZnSO4.
Sous une même appellation générique, il existe aussi d'autres corps hydratés, à la fois différents et voisins, les hydrates de sulfate de zinc, dont les plus communs sont l'heptahydrate, le monohydrate et l'hexahydrate.

## Présentation des sulfates de zinc
Le sulfate de zinc existe dans la nature à l'état anhydre. Il s'agit du minéral zincosite orthorhombique.
L'heptahydrate de sulfate de zinc ZnSO4.7H2O correspond au vitriol blanc ou couperose blanc des anciens chimistes, ou encore à la goslarite orthorhombique des minéralogistes. C'est le corps précis sous lequel le "sulfate de zinc" au sens générique est encore le plus utilisé, mais le sulfate de zinc hydraté existe également à l'état de monohydrate monoclinique (gunningite), de tétrahydrate monoclinique (boyléite), de l'hexahydrate monoclinique (bianchite) ou tétraédrique...
Le vitriol blanc était obtenu industriellement par les anciens procédés de fabrication d'hydrogène, mais aussi lors du grillage à basse température de la blende ZnS.
Ce corps efflorescent à l'air sec, très soluble dans l'eau, laisse sur la langue, selon les gluco-chimistes, une saveur métallique désagréable. Il cristallise en prismes orthorhombiques à la température ordinaire. Ces cristaux sont isomorphes avec ceux du sulfate de magnésium anhydre et du sulfate de magnésium heptahydraté ou epsomite. Le vitriol blanc se déshydrate progressivement par chauffage thermique de plus en plus vigoureux. L'opérateur obtient le sulfate de zinc anhydre, qui se décompose enfin au rouge vif en ZnO en perdant les gaz anhydride sulfureux SO2, anhydride sulfurique SO3 et oxygène O2.

## Propriétés physiques et chimiques

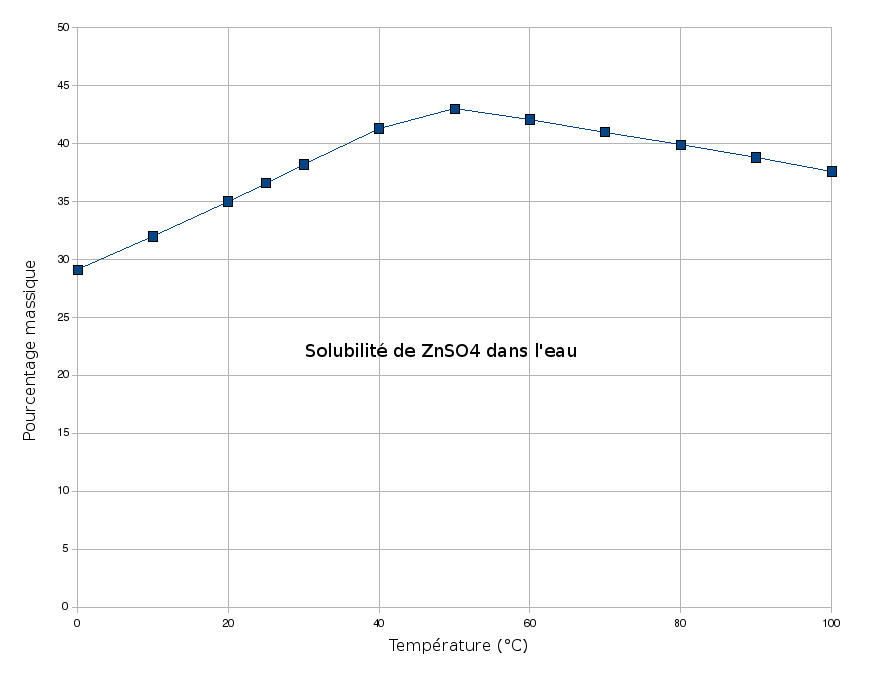
Solubilité du sulfate de zinc anhydre dans l'eau pure

Le sulfate de zinc anhydre présente une solubilité à maximum, décrite dans le graphe ci-contre.
L'heptahydrate de sulfate de zinc présente une solubilite dans l'eau croissante avec la température, soient 96,5 g pour 100 g eau à 20 °C et 663,6 g pour 100 g d'eau à 100 °C. Ce corps est le plus facilement soluble de la série générique. En chauffant légèrement, il est facile de dissoudre 250 g dans 100 g d'eau.

## Préparation
On l'obtient au laboratoire à l'état d'heptahydrate en faisant réagir de l'acide sulfurique sur le zinc:
Zn  +  H2SO4  +  7 H2O  →   ZnSO4(H2O)7  +  H2

## Utilisations
Il est utilisé de manière générique pour la conservation du cuir et du bois, le blanchiment du papier, le placage au zinc.
Comme de nombreux composés de zinc, il peut être utilisé pour contrôler la croissance de la mousse sur les toits.
Il fait partie de la liste des médicaments essentiels de l'Organisation mondiale de la santé (liste mise à jour en avril 2013).
L'heptahydrate de sulfate de zinc est un corps astringent, très utilisé dans la médecine de la Belle Époque. Il était aussi très employé dans l'impression et en teinture.
Le monohydrate de sulfate de zinc est utilisé en complément oligo-élément inséré dans les engrais, en fongicide pour arboriculture, voire comme additif alimentaire et agent de conservation.